# Thijs Asselbergs
Thijs (M.F.) Asselbergs (Heemstede, 1956) is een Nederlandse architect en ingenieur. In 1982 richtte hij met onder andere Jan Pesman (1951) het magazine Items op. Sinds 1984 werkt hij als zelfstandig architect. Asselbergs was tussen 1990 en 1994 stadsarchitect van Haarlem en is sinds 2011 directeur van Thijs Asselbergs architectuurcentrale. Van 2008 tot 2023 was hij verbonden aan de Technische Universiteit Delft als hoogleraar Architectural Engineering. Thijs Asselbergs is bekend als een van de weinige schrijvende architecten in Nederland.

## Leven en werk
Thijs Asselbergs is oprichter en eigenaar van Thijs Asselbergs architectuurcentrale, een bureau voor architectuur en stedenbouw. Zijn projecten zijn nationaal en internationaal bekroond, zoals TivoliVredenburg (Rietveldprijs 2015 en genomineerd voor de Mies van der Rohe Award, Ruimte voor de Waal (Nederlandse Bouwprijs 2017 en de NRP Gulden Feniks 2017) en Gartenstadt Krefeld (Krefelder Architekturpreis 2018). Daarnaast ontplooit hij uiteenlopende activiteiten op gebieden als architectuurbeleid, het stimuleren van jong ontwerptalent, industrieel ontwerpen en technologische innovaties in de architectuur. Asselbergs was stadsbouwmeester van Haarlem van 1990 tot 1994 en presenteerde in die functie een architectuurnota voor Haarlem als antwoord op de landelijke nota ‘Ruimte voor Architectuur’ uit 1991. Hij maakt zich sterk voor Welstand als regulerend en kwaliteitscontrolerend overheidsorgaan en werkt aan de vernieuwingen die plaatsvinden onder de noemer ‘Welstand op een nieuwe leest’. 
Thijs Asselbergs heeft aan verschillende scholen en instituten lesgegeven, waaronder de Academie van Bouwkunst in Amsterdam waar hij van 1986 tot 1990 hoofd was van de masteropleiding architectuur. Van 2008 tot 2023 was hij hoogleraar Architectural Engineering aan de faculteit Bouwkunde van de Technische Universiteit Delft. Hij was van 1990 tot 1994 stadsarchitect van Haarlem. Van 1996 tot 2000 was hij voorzitter van de Welstands- en Monumentencommissie van Den Haag en van 2002 tot 2006 adviseur welstand voor de Rijksbouwmeester. Tot 2010 was hij voorzitter van Archiprix Nederland en Archiprix International. Thijs Asselbergs is een veelgevraagd jurylid en (dag)voorzitter. Hij was een van de oprichters van Items, Tijdschrift voor vormgeving dat tussen 1982 en 2011 tweemaandelijks is verschenen.

## Projecten (selectie)
- Bedrijfsgebouw Oculenti, Hoofddorp (1984-1986)
- Ontwerp voor de Langebrug (Haarlem) over het Spaarne, Haarlem (1991-1994)[1]
- Wooncomplex Henkenshage, Amsterdam (1995-2000)
- Wooncomplex De Staten, Den Haag (1996-2000)
- Wooncomplex IJburg 35, Amsterdam (1999-2005)
- Woon-werkcomplex Mariastichting, Haarlem (1999-2010)
- Wooncomplex De Dominicaan, Nijmegen (2001-2006)
- Wooncomplex IJburg 3a. Amsterdam (2003-2006)
- Cloud Nine jazz-zaal TivoliVredenburg, Utrecht (2004-2014)
- Ontwerp voor de Spiegelwaal, Nijmegen (2013-2015)
- Ontwerp voor het Erna van der Pershuis, Amsterdam (2014-2019)